# Fred Turner
Fred Turner, zvaný též C. Fred Turner nebo C.F. Turner, (* jako Charles Frederick Turner; 16. října 1943 Winnipeg, Manitoba) je kanadský rockový baskytarista, zpěvák a skladatel. Hrál se skupinou Pink Plumm. Počátkem sedmdesátých let hrál se skupinou Brave Belt a v roce 1973 spoluzaložil skupinu Bachman–Turner Overdrive. Od roku 2010 je členem skupiny Bachman & Turner, se kterou ve stejný rok vydal album Bachman & Turner.